# Choi Suchol
Pour les articles homonymes, voir Choi.
Dans ce nom coréen, le nom de famille, Choi, précède le nom personnel.
Choi Suchol (en hangeul : 최수철), né le 13 mai 1958 à Chuncheon dans la province de Gangwon, est un écrivain sud-coréen. 

## Biographie
Choi Su-cheol est né le 13 mai 1958 à Chuncheon dans la province de Gangwon-do. Il fréquente le lycée Chuncheon, et réalise des études supérieures en littérature française de l'université nationale de Séoul. Sa thèse de doctorat portait sur les écrits de Michel Butor. Il réalise ses débuts littéraires en 1981 en remportant le Nouveau concours littéraire du printemps parrainé par le journal Chosun Ilbo avec son histoire Angle mort (Maengjeom). Il a également enseigné la création littéraire à l'université Hanshin.

## Œuvre
Le point de départ des romans de Choi Su-cheol est l'affirmation selon laquelle une véritable communication devient impossible dans la culture de l'imprimerie à l'âge moderne. Il est connu pour la qualité absconse de ses œuvres. Cette affirmation est à la base de ses premiers travaux, notamment dans Une tour dans l'air (Gongjung nugak), qui met en scène un protagoniste qui ne peut pas communiquer avec le monde. Une méditation sur les sons (Sorie daehan myeongsang), Sur le regard (Siseon go), et Histoires secrètes sur le corps (Mome daehan eunmilhan iyagideul)  ressuscitent les systèmes de signification inscrits sur le corps physique en lui-même comme une alternative possible à la langue écrite. La recherche d'un moyen de communication qui soit antérieur au langage continue dans Propos, enregistrement, fossile (Hwadu, girok, hwaseok), Amour d'un anarchiste (Eoneu mujeongbuju-uija-ui sarang),  L'homme qui fait de la peinture murale (Byeokhwa geurineun namja) et Le creuset de glace (Eoreumui dogani, 1993). La méthode d'écriture de Choi Suchol est souvent « clinique » ; il dissèque les phénomènes observés et les reconstruit d'une manière qui bafoue délibérément les lois de la logique. Sa recherche de moyens alternatifs de communication est fondée sur le désir de parvenir à une compréhension saine avec autrui, un désir qu'il considère comme étant frustré dans un monde moderne où les signes sont surdéterminés.

## Récompenses
- 1993 : Prix Yi Sang pour 얼음의 도가니 Le creuset de glace